# Deserto siriano
Il deserto siriano (in arabo بادية الشام ‎?, bādiyat al-Shām, noto anche come deserto arabo-siriano o deserto di Badia) è un'alternanza di steppe e deserto reale, presente nella penisola araba settentrionale..

## Descrizione
Fa parte dell'Al-Hamad, che si estende su parti di Siria, Iraq, Giordania e Arabia Saudita: confina ad ovest con la valle del fiume Oronte ed ad est con l'Eufrate. A nord il deserto lascia il posto alle più fertili zone della Siria centro-settentrionale, mentre a sud si protende verso i deserti della penisola arabica meridionale. Vi si trovano molte oasi, tra cui l'oasi Palmira: la stessa Damasco sorge in una di esse. Il suo caratteristico paesaggio è dovuto ai fiumi di lava della regione vulcanica del Gebel Druso nella Siria meridionale.
Il deserto è da sempre abitato dai beduini e molte tribù vivono ancora nella regione, principalmente in città e insediamenti costruiti vicino alle oasi. Alcuni beduini conservano ancora lo stile di vita tradizionale del deserto. Il deserto siriano è il luogo di provenienza del criceto siriano. Nel deserto sono state rinvenute scritte safaitiche, ossia testi proto-arabici di beduini letterati, risalenti approssimativamente al periodo che va dal I secolo a.C. al IV secolo d.C..
Lungo la strada che unisce Damasco all'oasi di Palmira, a circa metà del percorso (pochi chilometri dopo il bivio per il confine con l'Iraq e quindi Baghdad), c'è un punto di ristoro dove mangiare, bere e vedere i fossili provenienti dal deserto circostante; sono in maggior parte conchiglie di molluschi risalenti al Giurassico ed al Cretacico (tra 200 e 60 milioni di anni fa).

## Storia

### Guerra in Iraq

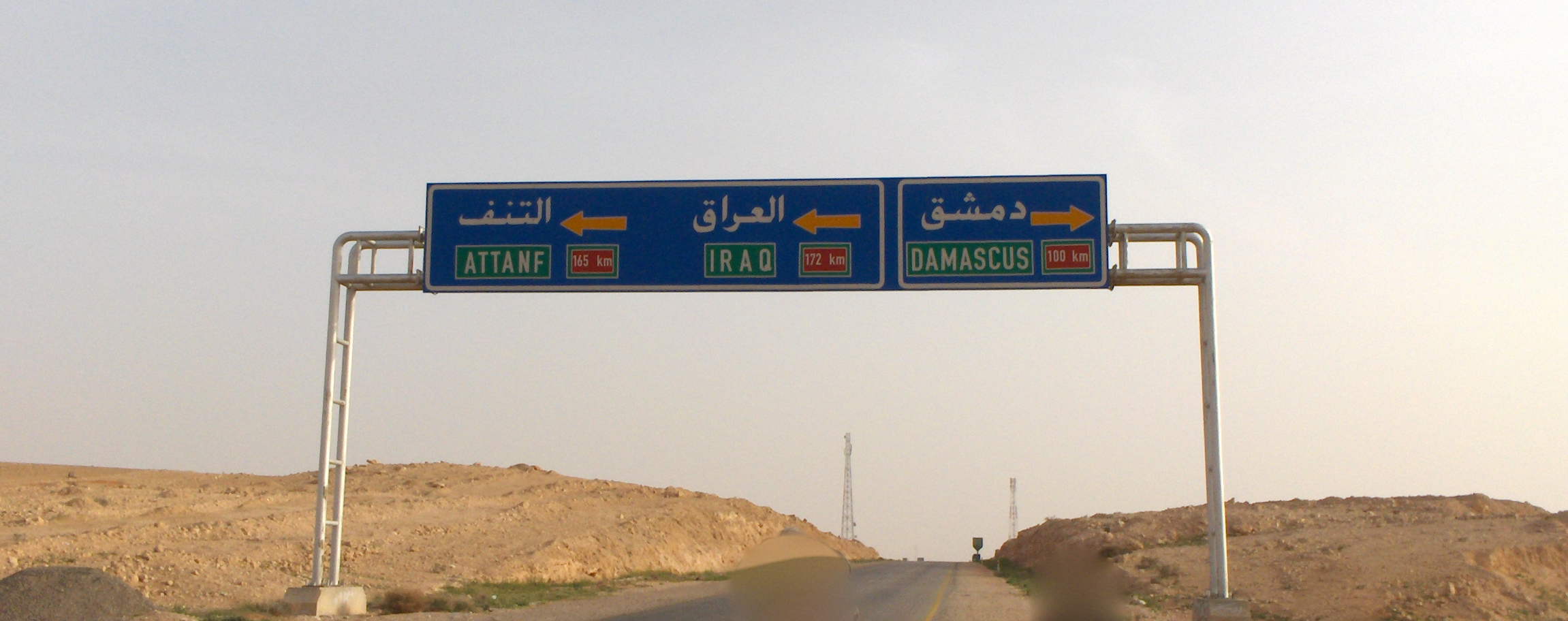
Il bivio Damasco (girando a destra) Baghdad (girando a sinistra)

Nella guerra in Iraq del 2003 il deserto ha costituito una linea di rifornimento per i guerriglieri iracheni: la parte irachena del deserto è diventata la roccaforte principale dei sunniti operanti in al-Anbar, specialmente dopo la cattura di Falluja da parte delle forze di coalizione durante l'operazione Phantom Fury. Una serie di operazioni militari della coalizione si è rivelata inefficace nel rimuovere i ribelli dal deserto. Via via che i ribelli hanno preso il controllo delle aree circostanti, anche l'importanza del deserto siriano come centro operativo è diminuita. Nel settembre del 2006 i ribelli avevano virtualmente il controllo di tutta al-Anbar e avevano spostato le loro operazioni più a est, vicino all'Eufrate: ciononostante, il deserto siriano rimane una delle vie principali di contrabbando, a causa della vicinanza con il confine siriano.